# Kłodawa (stad)
Kłodawa is een stad in het Poolse woiwodschap Groot-Polen, gelegen in de powiat Kolski. De oppervlakte bedraagt 4,32 km², het inwonertal 6874 (2005).

Na de Duitse inval in Polen tot het einde van de Tweede Wereldoorlog heette de stad Tonningen ( 1939 - 1945 )

## Geschiedenis
De nederzetting verkreeg haar stadsrechten op 9 augustus 1430 uit handen van de de Grootvorst van Litouwen Jogaila. Bij de Tweede Poolse Deling kwam Kłodawa in 1793 onder Pruisische heerschappij. In 1806 werd de stad onderdeel van het Hertogdom Warschau en vanaf 1815 onderdeel van Polen. In 1867 verliest Kłodawa haar stadsrechten. Aan het einde van de Eerste Wereldoorlog werd de stad onderdeel van het Nieuwe Polen bij een formele bijeenkomst in 1925 zou het zijn stadsrechten weer terugkrijgen.

## Bekende inwoners
Andrzej Ruciński (*1958), Pools politicus